# Adam Koźmiński
Adam Koźmiński herbu Poraj (zm. 1717) – kasztelan rogoziński w latach 1710-1717, miecznik kaliski w latach 1693-1710, podsędek wschowski w 1704 roku, deputat na Trybunał Główny Koronny w 1698 roku.
Sędzia kapturowy sądu grodzkiego kaliskiego w 1696 roku. Był elektorem Augusta II Mocnego w 1697 roku z województwa kaliskiego. Sędzia kapturowy ziemstwa i grodu kaliskiego w 1704 roku. Poseł województw poznańskiego i kaliskiego na elekcję 1704 roku. W 1704 roku był deputatem województwa poznańskiego w konfederacji warszawskiej.

## Rodzina
Urodzony w rodzinie Jana Koźmińskiego z Koźmina herbu Poraj i Marianny Miaskowskiej z Miaskowa herbu Bończa. Trzykrotnie żonaty: z pierwszą żoną Katarzyną Wyssogota-Zakrzewską herbu Wyskota  miał córkę Annę zamężną z Aleksandrem Gorzeńskim; z drugą żoną Zofią Anną Mielżyńską herbu Nowina miał czterech synów - Franciszka Antoniego, Macieja, Ignacego, Michała; z Apolinarą Gajewską herbu Ostoja miał pięcioro dzieci - Ignacego, Barbarę, Eleonorą, Helenę, Ludwikę.